# Windmühlenstraße 2 (Weimar)
Die stark gegliederte Villa Windmühlenstraße 2 mit oben sichtbaren Fachwerk wurde um 1910 im Landhausstil errichtet. 
Bauherrin des Eckhauses zur Humboldtstraße mit bemerkenswerten spitzwinkligen Fenstern war die Fabrikbesitzerwitwe Martha Graupner, geb. Haake. Sie hatte offenbar hauptsächlich Schauspieler des Weimarer Theaters als Bewohner. Wohnhaft war hier der Hofschauspieler Hugo Brandes. In der Windmühlenstraße 2 im ersten Stock und in der Schwabestraße 2 der Weimarer Westvorstadt wohnte die Schauspielerin Emmy Sonnemann-Köstlin, die 1935 die Frau von Hermann Göring wurde.
Der Bereich Windmühlenstraße 2 und 4 steht auf der Liste der Kulturdenkmale in Weimar (Sachgesamtheiten und Ensembles).